# Skip and Loafer
Skip and Loafer (スキップとローファー, Sukippu to Rōfā) és una sèrie de manga japonesa escrita i dibuixada per Misaki Takamatsu. Fou originalment publicada a la revista Monthly Afternoon (月刊アフタヌーン, Gekkan afutanūn) de l'editorial Kōdansha a partir de l'agost de 2018.
El 2023 el manga fou adaptat en format anime de part de l'estudi P.A.Works (株式会社ピーエーワークス, Kabushiki gaisha Pī Ē Wākusu). La sèrie fou transmesa en streaming per Crunchyroll.
El gener de 2023, hi havia en circulació més d'un milió d'exemplars de Skip and Loafer. El mateix any guanyà el 47è Premi Kōdansha al Millor Manga en la categoria general.

## Sinopsi
Mitsumi Iwakura és una estudiant de secundària que un cop superada l'escola secundària es muda de la perifèria de la prefectura d'Ishikawa cap a Tòquio per tal de prosseguir els estudis a l'institut. Mitsumi ha crescut en una zona despoblada de Hashikko, amb només vuit estudiants a la seva classe. El dia de la cerimònia d'inauguració del curs, es veu atrapada per la pressa dels viatgers tot perdent-se. Veu així frustrats els seus plans de futur, però, aleshores, un noi alt i guapo preocupat per ella la crida i decideix acompanyar-la a l'escola cada dia. Ella, que sempre ha estat una bona estudiant, perd l'orientació en aquest nou entorn, però la seva il·lusió i ganes de viure la vida captiven als seus nous companys i l'ajuden a fer nous amics.

## Personatges
Mitsumi Iwakura (岩倉 美津未, Iwakura Mitsumi)
Veu: Tomoyo Kurosawa.
Sosuke Shima (志摩 聡介, Shima Sōsuke)
Veu: Akinori Egoshi.
Mika Egashira (江頭 ミカ, Egashira Mika)
Veu: Yuka Terasaki.
Yuzuki Murashige (村重 結月, Murashige Yuzuki)
Veu: Maaya Uchida.
Makoto Kurume (久留米 誠, Kurume Makoto)
Veu: Megumi Han.
Nao (ナオ)
Veu: Mitsuki Saiga.
Tsukasa Mukai (迎井 司, Mukai Tsukasa)
Veu: Hikaru Tanaka.
Kento Yamada (山田 健斗, Yamada Kento)
Veu: Ayumu Murase.
Narumi Kanechika (兼近 鳴海, Kanechika Narumi)
Veu: Ryōhei Kimura.
Tokiko Takamine (高嶺 十貴子, Takamine Tokiko)
Veu: Minami Tsuda.

## Contingut de l'obra

### Manga
La sèrie de manga Skip and Loafer està escrita i il·lustrada per Misaki Takamatsu. Fou publicada inicialment a la revista prèviament a Monthly Afternoon (月刊アフタヌーン, Gekkan afutanūn?) de l'editorial Kōdansha a partir del 2018. Posteriorment, Kōdansha va reunir els seus capítols en volums tankōbon. El primer volum va aparèixer el 23 de gener de 2019. Fins a l'agost de 2023, se n'havien publicat nou volums.
A Espanya, el manga ha estat publicat per Milky Way des de 2023.

#### Llista de volums
| Volums de manga publicats | Volums de manga publicats | Volums de manga publicats |
| Número                    | Data de publicació        | ISBN                      |
| ------------------------- | ------------------------- | ------------------------- |
| 1                         | 23 de gener de 2019       | ISBN 978-4-06-514209-7    |
| 2                         | 23 de juliol de 2019      | ISBN 978-4-06-516300-9    |
| 3                         | 21 de febrer de 2020      | ISBN 978-4-06-518471-4    |
| 4                         | 21 d'agost de 2020        | ISBN 978-4-06-520539-6    |
| 5                         | 23 de març de 2021        | ISBN 978-4-06-522497-7    |
| 6                         | 22 de novembre de 2021    | ISBN 978-4-06-525779-1    |
| 7                         | 22 de juny de 2022        | ISBN 978-4-06-528147-5    |
| 8                         | 23 de gener de 2023       | ISBN 978-4-06-530267-5    |
| 9                         | 23 d'agost de 2023        | ISBN 978-4-06-532642-8    |

### Anime
El novembre 2021 es va anunciar l'adaptació del manga a l'anime, produït per l'estudi P.A.Works (株式会社ピーエーワークス, Kabushiki gaisha Pī Ē Wākusu). L'adaptació està escrita i dirigida per Kotomi Deai, amb els dissenys de personatges a càrrec de Manami Umeshita, que també exerceix de director en cap d'animació, amb la música composta per Takatsugu Wakabayashi. La sèrie es va començar a emetre entre l'abril i el juny de 2023 per Tokyo MX i altres canals de televisió japonesos.

## Rebuda
El gener de 2023, hi havia més d'un milió de còpies de Skip and Loafer en circulació.
Skip and Loafer ocupà la setena posició, compartida amb el manga Ranking of Kings (王様ランキング, Ōsama Rankingu) en el rànquing dels millors mangues del 2020 per als lectors masculins de la publicació Kono Manga ga sugoi! de l'editorial Takarajimasha. La sèrie ocupà el lloc 46 en el rànquing de «Llibre de l'any» de 2021 de la revista Da Vinci.
L'any 2020, la sèrie fou nominada al 13è Premi del Manga Taishō, quedant tercera amb 58 punts. Fou nominada a les edicions 44, 46 i 47 dels Premis Manga Kōdansha en la categoria general dels anys 2020, 2022, i 2023. En la tercera nominació, el 2023, es va imposar com a guanyadora. El manga és una de les obres recomanades pel jurat de la 23a edició del Japan Media Arts Festival de 2020.